# 上步路
上步路，因处于深圳市原上步区得名，是深圳市市区内一条南北走向的道路。
上步路南起滨河大道，北至泥岗立交桥。中途与东园路、南园路、深南中路、振华路(深圳) 、振中路、振兴路(深圳) 、红荔路、百花一路、百花二路、笋岗西路、八卦二路和八卦三路等形成交叉连接。此路终止于泥岗立交桥后西行往北环大道，或东行往泥岗西路。
上步路设计时速为每小时60公里，双向6-8车道。沿路有深圳地铁6号线科学馆站、通新岭站、体育中心站及深圳市体育馆等交通设施和机构。